# テレビ電話リクエスト
『テレビ電話リクエスト』（テレビでんわリクエスト）は、1965年6月27日から同年12月26日までフジテレビ系列局で放送されていたフジテレビ製作の音楽番組である。放送時間は毎週日曜 20:00 - 20:56 （日本標準時）、フジテレビ旧本社の第1スタジオからの生放送。

## 概要
視聴者宅に電話で繋ぎ、彼らからのリクエストがあった曲を掛けていた電リク番組。番組は3000曲分の楽譜を用意し、必要な物を随時取り出せるようにした「電動式譜面ボックス」で視聴者からのリクエストに対応していた。司会は青島幸男と岡田光弘が務めていた。